# Александров Костянтин Іванович
Костянтин Іванович Александров (нар. 14 травня 1912 — пом. 20 жовтня 1980) — радянський дипломат, кандидат економічних наук; Надзвичайний і Повноважний Посол СРСР.

## Біографія
Народився 14 травня 1912 року. Член ВКП(б). На дипломатичній роботі з 1956 року: з квітня 1956 року по 1962 рік — радник, радник-посланник посольства СРСР у Чехословаччині (з 1960 року — повірений у справах СРСР у Чехословаччині); у 1962—1963 роках працював у апараті Міністерства закордонних справ СРСР; з 1963 року по жовтень 1965 року — радник-посланник Посольства СРСР у Югославії; з 8 жовтня 1965 року по 11 листопада 1969 року — надзвичайний та повноважний посол СРСР в Афганістані; у 1970—1974 роках — знову працював у Міністерстві закордонних справ СРСР.
З 1974 року — у відставці. Помер 20 жовтня 1980 року. Похований в Москві, в колумбарії Ваганьковського кладовища.